# رابطه (برج بوعریریج)
رابطه (به عربی: الرابطة) یک شهرداری در الجزایر است که در استان برج بوعریریج واقع شده‌است. رابطه ۱۰٬۵۲۹ نفر جمعیت دارد.